# Litchfield Park
Litchfield Park és una població dels Estats Units a l'estat d'Arizona. Segons el cens del 2007 tenia 5.593 habitants.

## Demografia
Segons el cens del 2000, Litchfield Park tenia 3.810 habitants, 1.508 habitatges, i 1.165 famílies La densitat de població era de 470 habitants/km².
Dels 1.508 habitatges en un 28,7% hi vivien nens de menys de 18 anys, en un 66,8% hi vivien parelles casades, en un 7,2% dones solteres, i en un 22,7% no eren unitats familiars. En el 19,6% dels habitatges hi vivien persones soles el 10,9% de les quals corresponia a persones de 65 anys o més que vivien soles. El nombre mitjà de persones vivint en cada habitatge era de 2,51 i el nombre mitjà de persones que vivien en cada família era de 2,86.
Per edats la població es repartia de la següent manera: un 23,6% tenia menys de 18 anys, un 4,6% entre 18 i 24, un 22,2% entre 25 i 44, un 27,8% de 45 a 60 i un 21,7% 65 anys o més.
L'edat mediana era de 45 anys. Per cada 100 dones de 18 o més anys hi havia 89,5 homes.
La renda mediana per habitatge era de 71.875 $ i la renda mediana per família de 84.691 $. Els homes tenien una renda mediana de 58.942 $ mentre que les dones 35.046 $. La renda per capita de la població era de 37.793 $. Aproximadament el 2,7% de les famílies i el 4,2% de la població estaven per davall del llindar de pobresa.

## Poblacions més a prop
El següent diagrama mostra les poblacions més a prop.